# Albania na Zimowych Igrzyskach Olimpijskich 2010

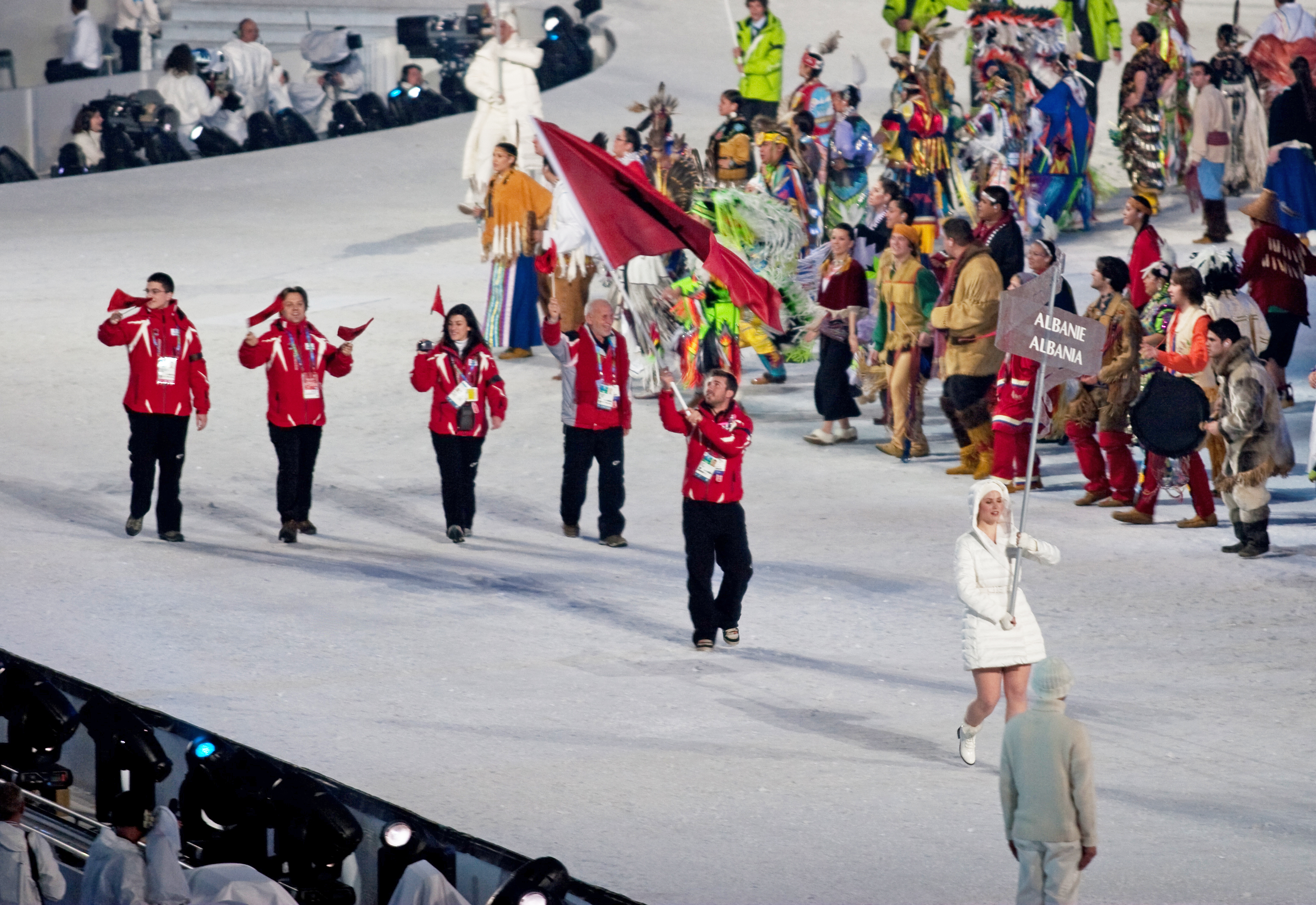
Reprezentacja Albanii podczas ceremonii otwarcia igrzysk w Vancouver

Albania na Zimowych Igrzyskach Olimpijskich 2010 – występ albańskiej reprezentacji olimpijskiej podczas zimowych igrzysk w Vancouver w 2010 roku.
Reprezentacja składała się z jednego zawodnika – był nim Erjon Tola, który pełnił rolę chorążego podczas ceremonii otwarcia i zamknięcia igrzysk. W dniu otwarcia igrzysk miał 23 lata i 60 dni. W Vancouver wystąpił w dwóch konkurencjach alpejskich – w slalomie zajął 48. miejsce, a w slalomie gigancie był 63.
Był to drugi start Albanii w zimowych igrzyskach olimpijskich. Na poprzednich igrzyskach, w 2006 roku w Turynie, w skład reprezentacji wszedł również tylko Erjon Tola. W 1972 roku oraz w latach 1992–2008 Albańczycy występowali tylko w letnich edycjach igrzysk.

## Tło startu

### Występy na poprzednich igrzyskach
Narodowy Komitet Olimpijski Albanii został założony w 1958 roku, a rok później został zatwierdzony przez Międzynarodowy Komitet Olimpijski.
Kraj zadebiutował w igrzyskach olimpijskich w 1972 roku podczas letnich igrzysk w Monachium. Reprezentacja liczyła wówczas pięcioro zawodników – czworo strzelców i jednego sztangistę. W letnich igrzyskach Albańczycy wystąpili po raz kolejny dopiero 20 lat później, na igrzyskach w Barcelonie. Od tego czasu uczestniczyli we wszystkich letnich edycjach igrzysk.
Debiut albańskiej reprezentacji w zimowych igrzyskach olimpijskich nastąpił w 2006 roku podczas igrzysk w Turynie. W albańskiej kadrze olimpijskiej znalazł się wówczas jeden zawodnik – Erjon Tola, który wystąpił w trzech konkurencjach narciarstwa alpejskiego. W slalomie gigancie zajął 35. miejsce, w supergigancie był 56., a w slalomie nie ukończył pierwszego przejazdu.
Albańczycy nigdy nie zdobyli medalu ani na letnich, ani na zimowych igrzyskach olimpijskich.

### Przygotowania i występy w sezonie przedolimpijskim
W sezonach przedolimpijskim i olimpijskim Erjon Tola startował w lokalnych zawodach rozgrywanych głównie we Włoszech. W lutym 2009 roku zajął 20. miejsce w gronie 41 startujących w zawodach w macedońskiej Popovej Sapce. W pozostałych startach plasował się pod koniec stawki.
Przed igrzyskami w Vancouver Tola nie miał na koncie żadnego startu w Pucharze Świata w narciarstwie alpejskim ani w alpejskich mistrzostwach świata.

### Kwalifikacje olimpijskie
Okres kwalifikacyjny do igrzysk w Vancouver w przypadku narciarzy alpejskich trwał od lipca 2008 do 25 stycznia 2010. Kwalifikację olimpijską do zawodów w slalomie, slalomie gigancie i zjeździe uzyskali alpejczycy, którzy w tym okresie zdobyli przynajmniej 500 punktów do listy rankingowej publikowanej przez Międzynarodową Federację Narciarską. Z kolei, aby zakwalifikować się do supergiganta i superkombinacji należało zdobyć przynajmniej 120 punktów w tych konkurencjach. 
Żadnego z tych kryteriów Tola nie spełnił, wobec czego musiał starać się o kwalifikację na igrzyska olimpijskie według kolejnego kryterium. Zgodnie z nim, do olimpijskich zawodów w slalomie i slalomie gigancie zostali zakwalifikowani zawodnicy, którzy wystąpili w mistrzostwach świata w Val d'Isère w 2009 roku oraz w okresie kwalifikacyjnym zdobyli przynajmniej 140 punktów FIS. Również i te kryteria nie zostały spełnione przez Tolę, gdyż nie uczestniczył w mistrzostwach świata. Uzyskał jednak możliwość startu olimpijskiego w slalomie i slalomie gigancie dzięki przydzieleniu podstawowej kwoty narodowej.

### Nominacja olimpijska
Na początku lutego 2010 w siedzibie prezydenta Republiki Albanii, Bamira Topiego, odbyła się uroczystość wręczenia nominacji olimpijskiej Erjonowi Toli. W uroczystości, poza prezydentem i zawodnikiem, wzięli udział również: Agim Fagu – prezydent Narodowego Komitetu Olimpijskiego Albanii (alb. Komiteti Olimpik Kombetar Shqiptar, KOKSH), Dashnor Bajaziti – wiceminister turystyki, kultury i sportu oraz członkowie komitetu wykonawczego KOKSH i przedstawiciele Albańskiego Związku Narciarskiego (alb. Federatës Shqiptare të Skive).

### Prawa transmisyjne
Prawa do transmisji zimowych igrzyskach olimpijskich w Vancouver miał albański publiczny nadawca radiowo-telewizyjny, Radio Televizioni Shqiptar, będący członkiem Europejskiej Unii Nadawców. Ponadto transmisje za pośrednictwem telewizji kablowej i satelitarnej oraz transmisje internetowe prowadziła stacja Eurosport, a przez internet również kanał Eurovision Sports Live.

## Skład reprezentacji
W skład reprezentacji Albanii na igrzyskach w Vancouver wszedł jeden zawodnik – narciarz alpejski Erjon Tola, urodzony 15 grudnia 1986 roku w Tiranie, mieszkający i pracujący we Włoszech jako trener narciarstwa w Dolinie Aosty. 
W delegacji olimpijskiej, poza Tolą, znaleźli się trener zawodnika – Roberto Bonavita oraz szef misji olimpijskiej – Shkëlqim Mema.

## Udział w ceremoniach otwarcia i zamknięcia igrzysk
Rolę chorążego reprezentacji Albanii podczas ceremonii otwarcia zimowych igrzysk olimpijskich w Vancouver, przeprowadzonej 12 lutego 2010 w hali BC Place Stadium, pełnił alpejczyk Erjon Tola. Albańska reprezentacja weszła na stadion jako druga w kolejności – pomiędzy ekipami z Grecji i Algierii. 
Podczas ceremonii zamknięcia igrzysk, zorganizowanej 28 lutego 2010, chorążym albańskiej reprezentacji również był Tola.

## Wyniki

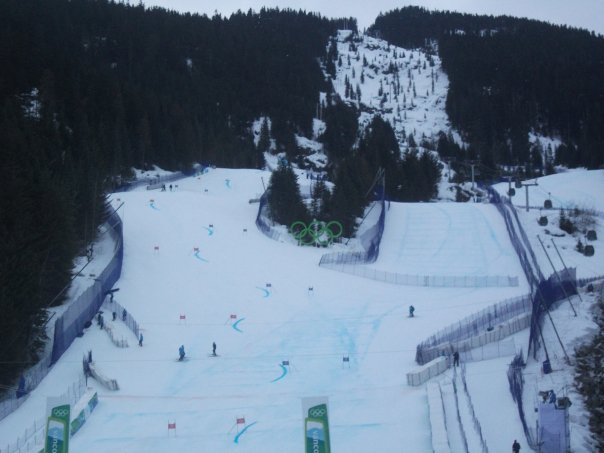
Whistler Creekside – arena zmagań narciarzy alpejskich podczas igrzysk olimpijskich w Vancouver

### Narciarstwo alpejskie
Rywalizacja olimpijska w narciarstwie alpejskim na igrzyskach w Vancouver odbyła się w dniach 15–27 lutego 2010 w Whistler Creekside. Jedyny reprezentant Albanii w tej dyscyplinie, Erjon Tola, uczestniczył w dwóch konkurencjach, które przeprowadzono od 23 do 27 lutego.
Pierwszą konkurencją, w której wziął udział, był slalom gigant. W pierwszym przejeździe uzyskał 69. czas w gronie 89 sklasyfikowanych zawodników, w drugim był 65. na 81 zawodników. Łącznie dało mu to 63. miejsce ze stratą 21,44 s do Carlo Janki. Trzy dni później wystąpił w zawodach w slalomie. W pierwszym przejeździe uzyskał 54. czas, ostatni wśród sklasyfikowanych narciarzy. W drugim przejeździe był 47. i wyprzedził reprezentanta Ghany, Kwame Nkrumah-Acheamponga. W łącznej klasyfikacji nie zdołał jednak wyprzedzić żadnego ze sklasyfikowanych zawodników i zajął ostatnie, 48. miejsce. Do złotego medalisty, Giuliano Razzoliego, stracił ponad minutę. Tak duża strata Albańczyka wynikała z ominięcia przez niego jednej z bramek na trasie. Aby uniknąć dyskwalifikacji Tola cofnął się do tej bramki i zaliczył ją, jednak skutkowało to sporą stratą czasową.
| Konkurencja            | Zawodnik   | Zjazd 1 | Zjazd 1 | Zjazd 2 | Zjazd 2 | Łącznie | Łącznie |
| Konkurencja            | Zawodnik   | Czas    | Miejsce | Czas    | Miejsce | Czas    | Miejsce |
| ---------------------- | ---------- | ------- | ------- | ------- | ------- | ------- | ------- |
| Slalom mężczyzn        | Erjon Tola | 1:33,94 | 54.     | 1:09,94 | 47.     | 2:43,88 | 48.     |
| Slalom gigant mężczyzn | Erjon Tola | 1:27,57 | 69.     | 1:31,70 | 65.     | 2:59,27 | 63.     |

## Po igrzyskach
Jedyny reprezentant Albanii na igrzyskach w Vancouver, Erjon Tola, wyraził dumę z tego, że po raz drugi reprezentował swój kraj na igrzyskach olimpijskich, ale jednocześnie był zawiedziony, że ponownie był jedynym członkiem reprezentacji. „Jesteś małym bohaterem kiedy samotnie startujesz na igrzyskach olimpijskich” – powiedział.
Po zajęciu ostatniego miejsca w slalomie, nawet za reprezentantem Ghany, Erjon Tola powiedział, że jego celem nie była walka o zdobycie medalu ani nie był dla niego istotny uzyskany czas. Najważniejsze było ukończenie rywalizacji na jakimkolwiek miejscu i poczucie ducha rywalizacji olimpijskiej.